# Spiral (Stockhausen)
SPIRAL für einen Solisten ist eine Prozesskomposition von Karlheinz Stockhausen. In dem Werk, das im Stockhausen-Verzeichnis die Nummer 27 trägt, imitiert, transformiert oder transzendiert der Interpret Ereignisse, die er mit einem Kurzwellenempfänger empfängt.
Die Komposition entstand im Jahr 1968 im Madison, Connecticut, und war zunächst für den Gitarristen Michael Lorimer geplant. Diese Idee wurde jedoch vom Komponisten aufgrund des fehlenden „Enthusiasmus […] bei jedem Akkord, bei jeder Passage die Fingerstellung auszuprobieren“ wieder verworfen. Dem Interpreten steht es daher frei seine Stimme und/oder ein Instrument bzw. mehrere Instrumente zu verwenden.

## Komposition
Nachdem sich Stockhausen von den deterministischen Kompositionstechniken der 1950er Jahre immer weiter entfernte, so dass zunächst die Form der Komposition variabel gestaltet werden konnte, wurde die Rolle des Interpreten in den späten 1960er Jahren immer zentraler. Die sogenannte Prozesskomposition, aus der eine musikalische Darbietung resultiert, deren Verlauf, einhergehend mit der transzendierenden Erfahrung des Interpreten, wichtiger als das verwendete Klangmaterial oder die Aufführungsdauer zu sein vermag, lässt dem ausführenden Musiker in der Ausgestaltung der musikalischen Details einen großzügigen Freiraum, dadurch dass die Reaktion des Interpreten ausschließlich von Anweisungssymbolen in der Partitur vorgegeben wird. Eine konventionelle Notenschrift findet keine Verwendung.
Neben SPIRAL als Solostück sind die Werke KURZWELLEN für sechs Spieler (1968), einem Quartett für Kurwellengeräte und Instrumente, das Duo POLE (1969) und das Trio EXPO (1969) ebenfalls als Prozess mit vergleichbarer Kompositionsstrategie entwickelt worden.

## Struktur und Technik
Der Solist kann neben dem Radio ein beliebiges Instrument, mehrere Instrumente, Instrumente und Stimme oder nur die Stimme verwenden. Zur räumlichen Projektion und Verstärkung von Instrument bzw. Stimme und Kurzwellenempfänger werden Mikrofone und min. zwei Lautsprecher benötigt, die von einem Assistenten bedient werden, damit das Verhältnis von Direktklang und Lautsprecherklang musikalisch gestaltet wird.
In der Partitur des Werkes wird eine Folge von 206 Ereignissen mit unbestimmter Länge vorgegeben, die durch verschieden lange Pausen getrennt werden und auf die mittels der Prozesskomposition vorgegebenen Anweisungssymbole interagiert wird.
In SPIRAL werden als Anweisungssymbole Plus und Minuszeichen verwendet:
- Plus heißt, tue in Beziehung auf das, was du vorher gemacht hast, mehr als vorher.
- Minus heißt, beziehe dich auf das, was du vorher gemacht hast, mache dasselbe, aber weniger.[5]

Ein Ereignis, das entweder gleichzeitig mit Kurzwellenempfänger und Instrument/Stimme oder nur mit Instrument/Stimme realisiert wird, wird mit mehreren übereinander oder nebeneinander stehenden Anweisungssymbolen in der Partitur, vergleichbar mit einem konventionellen Notensystem ohne herkömmliche Notenschrift, festgehalten und durch einen Taktstrich getrennt. Die durch diese Anweisung entstehende Transformation des vorherigen Ereignisses soll dabei durch die Veränderung der Parameter Dauer, Lautstärke und Dichte (Register und Untergliederung) erzeugt werden. Eine Veränderung des Ereignisses kann sich auch explizit auf einen Parameter beziehen.
Der Interpret beginnt zunächst mit der Suche nach einem für ihn passendem Kurzwellenereignis, „was den notierten Verhältnissen der Tonhöhenlage entspricht.“ Das erste Ereignis muss mit Kurzwellenempfänger und Instrument/Stimme realisiert werden. Seine Dauer, Lage, Lautstärke und rhythmische Gliederung sind dem Interpreten überlassen. Ab dem zweiten Ereignis ist die Kombination des Instruments/Stimme mit oder ohne Kurzwellenempfänger dem Interpreten freigestellt.
Alle anderen Eigenschaften – Klangfarbe, Proportionen der rhythmischen Gliederung, Melodik, Harmonik, vertikale Schichtung etc., die sich aus einem Kurzwellenereignis ergeben, sollen mit Instrument/Stimme so genau wie möglich imitiert oder je nach Anweisungssymbol transformiert werden.

## Zum Titel der Komposition
Anhand der folgenden Spielanweisung wählte Stockhausen den Titel SPIRAL für die Komposition:
„Wiederhole das vorige Ereignis mehrmals,

transponiere es jedes mal in allen Bereichen

und transzendiere es über die Grenzen

deiner bisherigen Spiel-/Gesangstechnik

und dann auch über die Begrenzungen

deines Instrumentes/deiner Stimme

hinaus.

Hierbei sind auch alle visuellen, theatralischen

Möglichkeiten angesprochen.

Behalte von nun an, was du in der

Erweiterung deiner Grenzen erfahren

hast, und verwende es in dieser und

allen zukünftigen Aufführungen von SPIRAL.“
Stockhausen sah hierbei einen bewusst gestalteten Klangprozess, der alle intuitiven, denkerischen, sensiblen und gestalterischen Fähigkeiten wachruft und damit das Bewusstsein des Interpreten von Aufführung zu Aufführung spiralförmig steigern lässt. Aufgrund dieser texttuellen Spielanweisung sind die Grenzen zur Intuitiven Musik Stockhausens fließend.

## Aufführung
Während der Weltausstellung EXPO 1970 in Osaka, Japan, gehörte SPIRAL neben anderen Kompositionen Stockhausens zum festen Repertoire im Kugelauditorium des deutschen Pavillons und wurde in dem Zeitraum vom 14. März bis zum 14. September mehr als 1300 mal vor mehr als einer Million Menschen aufgeführt.

## Diskographie (Auszug)
- Bojé, Harald; Eötvös, Péter: SPIRAL für einen Solisten (in 2 Versionen) / POLE für 2, Edition no. 15, Stockhausen-Verlag Kürten.
- Bojé, Harald: Elektronium und Kurzwellenempfänger / Eötvös, Péter: Zither, Bambusflöte, Rohrflöte, Synthesizer und Kurzwellenempfänger, STOCKHAUSEN SPIRAL I & II – POLE – WACH – JAPAN – ZYKLUS – TIERKREIS – IN FREUNDSCHAFT, EMI Records 2009.
- Vetter, Michael: Elektronische Blockflöte und Kurzwellenempfänger, Karlheinz Stockhausen. Spiral Für Blockflöte Und Kurzwellen / Zyklus Für 1 Schlagzeuger / Klavierstück Nr. X, Hoerzu Black Label – SHZW 903 BL.